# Бретонская партия
Брето́нская партия (фр. Parti Breton; брет. Strollad Breizh) — сепаратистская левоцентристская, социал-демократическая социал-либеральная партия, стремящиеся к созданию независимой республики Бретань в составе Европейского союза. Создана в 2002 году. Лидер партии — Гаэль Флёрент.

## Программа
Цель партии — предоставить Бретани необходимые институты для ее экономического, социального, культурного, экологического и политического развития. Бретань определяется как современный административный регион «Бретань» и департамент Атлантическая Луара, в который входит Нант, бывшая столица герцогства Бретань. Её стремления включают региональную автономию, сопоставимую с другими европейскими регионами, такими как Фландрия или Каталония, или полную независимость, как Ирландия.
Основная идея заключается в том, что Бретань всегда была нацией, поэтому имеет права и свободы в рамках Европейского Союза. Бретонская партия заявляет о создании бретонского государства-члена Европейского Союза, официально признанного международными властями. В ней утверждается, что помимо принципа, согласно которому нация должна обладать суверенитетом, Бретань также имеет всё, что можно получить в результате такого процесса эмансипации на экономическом, культурном или экологическом уровнях.
Лозунг Бретонской партии — «Освобождённая и Воссоединённая Бретань». Анализируя причины стагнации «бретонских политических движений», партия хочет «принять бретонцев такими, какие они есть, а не такими, какими их хотели бы видеть». С точки зрения лево-правой оси Бретонская партия считается центристской. Основная цель — это, прежде всего, создание бретонских политических институтов. 400 членов партии, большинство из которых не имели никакой связи с ранним бретонским движением, утверждают, что в Бретонскую партию входят представители левого центра, такие как профессор и Жан-Поль Мойзан из Нанта, и правоцентристы, такие как Жерар Оллиерик, нынешний председатель партии.

## Молодёжное крыло
Ar Vretoned Yaouank (Движение молодых бретонцев) — молодёжное крыло партии, созданное в 2007 году. Его цель состоит в том, чтобы вести деятельность, с молодёжью, связанной с партией, но в неофициальном порядке. В 2006 году молодые бретонцы приняли участие в Международных Днях Молодёжи, организованные Баскской националистической партией в Бильбао, в котором был объявлен Лехендакари (президент баскского правительства).

## Выборы
Бретонская партия участвовала в нескольких выборах: в двух дополнительных в 2004 году и в 2005 году. Её кандидаты получили за свои первые выборы от 1,5 % до 4 % голосов.
На всеобщих выборах 2007 года было выдвинуто 4 кандидата:
- Ив Ле Местрик из избирательного округа Витре (Иль и Вилен): 686 голосов или 0,89 %
- Жерар Гийемо из избирательного округа Рен (Иль и Вилен): 249 голосов или 0,57 %
- Эмиль Гранвиль из избирательного округа Редон (Иль и Вилен): 847 голосов или 1,27 %
- Эрве Ле Гуэн из избирательного округа Лорьян (Морбиан): 686 голосов или 1,44 %

На местных довыборах в Редоне 23 сентября 2007 года Эмиль Гранвиль получил 3,58 %. На дополнительных выборах 2009 года в том же кантоне он выиграл 4,08 %
В 2008 году Ян Астин, президент Аскола, получил 25,18 % голосов на кантональных выборах в Лесневене.
В ходе муниципальных выборов в марте 2008 года Бретонская партия выдвинула около двадцати кандидатов и получила около десяти избранных муниципальных представителей, среди которых были мэр и три депутата.
На европейских выборах 2009 года партия провела один список в Западном округе, который набрал 2,45 % в пяти департаментах Бретона. Самый высокий результат составил 3,41 % в Финистере. Он выиграл до 16 % в коммунах в департаменте Кот-д’Армор.
На французских региональных выборах 2010 года Бретонская партия выставила кандидатов в Бретани и Землях Луары, а именно:
- Кристиан Троедек за пост президента Бретани: 47,108 голосов или 4,29 %
- Джеки Флиппот за пост президента Земель Луары: 11,669 голосов или 0,99 % (большинство из города Нант)